# Кхаптад (озеро)
Кхаптад (непальск. खप्तड ताल) — мелководное озеро в районе Доти на западе Непал, расположенное в северо-восточной части национального парка Кхаптад на высоте 3050 метров над уровнем моря. Площадь водного зеркала — 1,5 га.
Является религиозным местом для индуистских паломников, поклоняющимся богу Шиве.